# SN 2001N
SN 2001N – supernowa typu Ia odkryta 21 stycznia 2001 roku w galaktyce NGC 3327. W momencie odkrycia miała maksymalną jasność 16,30m.